# Федерико Валверде
Федерико Сантияго Валверде Дипета (роден 22 юли 1998 г.) е уругвайски професионален футболист, който играе като централен полузащитник за испанския клуб Реал Мадрид и националния отбор на Уругвай.

## Клубна кариера

### Пенярол
Валверде прекарва повечето от юношеските си години в Пенярол, където бързо прави впечатление. Дебютира за Пенярол в първия кръг на сезон 2015/16 срещу Клуб Атлетико Серо. Става част от юношеските формации на Националния отбор на Уругвай и привлича интереса на клубове като Арсенал, Барселона, Челси и Реал Мадрид.

### Реал Мадрид
През юли 2016 г. преминава от Пенярол в състава на Реал Мадрид КФ, бидейки включен в Б отбора. Два месеца по-късно, Валверде прави дебют за Кастийя срещу Реал Унион. Той става важна част във втория отбор през дебютния си сезон. Полузащитникът отбелязва първия си гол за Кастийя срещу Албасете през декември 2016. Наблюдавайки неговото нарастващо значение за отбора, Сантияго Солари, треньорът му в Кастийя, казва на 29 януари 2017, Много се радвам за него. Той се адаптира много добре към отбора и страната. Валверде показва много добър футбол в полузащита..

### Наем в Депортиво ла Коруня
На 22 юни 2017 г., Валверде е преотстъпен на отбора от Ла Лига Депортиво ла Коруня за една година. Дебютира в първенството на 10 септември, заменяйки Феде Картабия при домакинската загуба с 2 – 4 от Реал Сосиедад.
Валверде изиграва общо 24 мача в първенството, като отборът накрая изпада в Сегунда Дивисион.

### Завръщане в Реал Мадрид
След завръщането си от наем, Валверде впечатлява новия мениджър Хулиен Лопетеги на предсезонната подготовка и е включен в първия отбор. На 9 ноември 2019 г. отбелязва първия си гол в Ла Лига при победата с 4 – 0 срещу Ейбар.
На 12 януари 2020 г. Валверде фаулира Алваро Мората в мача за Суперкупата на Испания срещу Атлетико Мадрид, извършвайки професионално нарушение и спира Мората да се озове на чиста позиция за гол. Федерико е изгонен с директен червен картон. Реал Мадрид печели срещата след изпълнение на дузпи, а Федерико Валверде печели също и наградата за играч на мача.С Реал Мадрид печели Ла Лига и Суперкупата на Испания през 2020 година.

## Успехи

### Реал Мадрид
- Примера дивисион: 2019/20, 2021/22
- Купа на краля: 2022/23
- Суперкупа на Испания: 2020, 2022, 2024
- Шампионска лига: 2021/22, 2023/24
- Суперкупа на УЕФА: 2022, 2024
- Световно клубно първенство на ФИФА: 2018, 2022